# Улица Рудолфа
Улица Ру́долфа (латыш. Rūdolfa iela) — улица в Латгальском предместье города Риги, в Гризинькалнсе. Проходит от перекрёстка улицы Пернавас с улицами Звайгжню и Терезес до пересечения с улицей Сапиеру. С другими улицами не пересекается.
Общая длина улицы составляет 123 метра. На всём протяжении имеет асфальтовое покрытие, 2 полосы движения. Общественный транспорт по улице не курсирует.
На картах города впервые показана в 1885 году под своим нынешним названием, которое никогда не изменялось.